# The Princess of Power Tour
The Princess of Power Tour é a sexta turnê de shows da cantora galesa Marina, em apoio ao seu sexto álbum de estúdio Princess of Power (2025). A excursão terá início em 6 de setembro de 2025, no Showbox SoDo em Seattle, Estados Unidos, e está programada para terminar em 15 de novembro, no Autódromo Hermanos Rodríguez na Cidade do México, México, totalizando em 25 concertos.

## Antecedentes e anúncio
Marina embarcou na Ancient Dreams in a Modern Land Tour, sua quinta turnê, em 2022, em apoio ao seu quinto álbum de estudio, Ancient Dreams in a Modern Land (2021). Em 10 de abril de 2025, Marina oficialmente anunciou o seu sexto álbum de estudio, Princess of Power, e divulgou sua capa correspondente, marcando sua data de lançamento para 6 de junho seguinte. Três dias após o lançamento do álbum, através de suas mídias sociais ela anunciou que embarcaria na Princess of Power Tour para promover o disco, com vinte e cinco datas programadas na América do Norte, marcando sua sexta turnê de shows. As datas de pré-venda e venda geral foram anunciadas ao mesmo tempo. As pré-vendas começaram em 11 de junho de 2025, enquanto as vendas gerais começaram três dias depois. Coco & Clair Clair e Mallrat serão as atrações de abertura de várias datas ao longo da turnê.

## Datas
| Data                       | Cidade                     | País                       | Local                        | Ato(s) de abertura         | Público                    | Receita                    |
| Etapa 1 — América do Norte | Etapa 1 — América do Norte | Etapa 1 — América do Norte | Etapa 1 — América do Norte   | Etapa 1 — América do Norte | Etapa 1 — América do Norte | Etapa 1 — América do Norte |
| -------------------------- | -------------------------- | -------------------------- | ---------------------------- | -------------------------- | -------------------------- | -------------------------- |
| 6 de setembro              | Seattle                    | Estados Unidos             | Showbox SoDo                 | Coco & Clair Clair         | —                          | —                          |
| 7 de setembro              | Vancouver                  | Canadá                     | Orpheum Theatre              | Coco & Clair Clair         | —                          | —                          |
| 10 de setembro             | Portland                   | Estados Unidos             | Keller Auditorium            | Coco & Clair Clair         | —                          | —                          |
| 12 de setembro             | Salt Lake City             | Estados Unidos             | The Union                    | Coco & Clair Clair         | —                          | —                          |
| 13 de setembro             | Denver                     | Estados Unidos             | Fillmore Auditorium          | Coco & Clair Clair         | —                          | —                          |
| 15 de setembro             | Minneapolis                | Estados Unidos             | The Filmore                  | Mallrat                    | —                          | —                          |
| 16 de setembro             | Royal Oak                  | Estados Unidos             | Royal Oak Music Theatre      | Mallrat                    | —                          | —                          |
| 18 de setembro             | Toronto                    | Canadá                     | History                      | Mallrat                    | —                          | —                          |
| 20 de setembro             | New Haven                  | Estados Unidos             | College Street Music Hall    | Mallrat                    | —                          | —                          |
| 21 de setembro             | Boston                     | Estados Unidos             | Roadrunner                   | Mallrat                    | —                          | —                          |
| 24 de setembro             | Filadélfia                 | Estados Unidos             | Franklin Music Hall          | Mallrat                    | —                          | —                          |
| 25 de setembro             | Nova Iorque                | Estados Unidos             | Radio City Music Hall        | Mallrat                    | —                          | —                          |
| 28 de setembro             | Columbia                   | Estados Unidos             | Merriweather Post Pavilion   | —                          | —                          | —                          |
| 29 de setembro             | Pittsburgh                 | Estados Unidos             | Stage AE                     | Mallrat                    | —                          | —                          |
| 1 de outubro               | Nashville                  | Estados Unidos             | The Pinnacle                 | Mallrat                    | —                          | —                          |
| 2 de outubro               | Atlanta                    | Estados Unidos             | The Eastern                  | Mallrat                    | —                          | —                          |
| 4 de outubro               | Austin                     | Estados Unidos             | Zilker Park                  | —                          | —                          | —                          |
| 7 de outubro               | Houston                    | Estados Unidos             | Bayou Music Center           | Mallrat                    | —                          | —                          |
| 9 de outubro               | Dallas                     | Estados Unidos             | Southside Ballroom           | Mallrat                    | —                          | —                          |
| 11 de outubro              | Austin                     | Estados Unidos             | Zilker Park                  | —                          | —                          | —                          |
| 13 de outubro              | Phoenix                    | Estados Unidos             | Arizona Financial Theatre    | Mallrat                    | —                          | —                          |
| 14 de outubro              | Pomona                     | Estados Unidos             | Fox Theater                  | Mallrat                    | —                          | —                          |
| 16 de outubro              | Los Angeles                | Estados Unidos             | Greek Theatre                | Mallrat                    | —                          | —                          |
| 17 de outubro              | Oakland                    | Estados Unidos             | Fox Theatre                  | Mallrat                    | —                          | —                          |
| 15 de novembro             | Cidade do México           | México                     | Autódromo Hermanos Rodríguez | —                          | —                          | —                          |